# تيزيانا لوداتو
تيزيانا لوداتو (بالإيطالية: Tiziana Lodato)‏ وهي ممثلة أفلام ومسرح ودراما إيطالية ولدت في يوم 10 نوفمبر 1976 في مدينة كاتانيا في إيطاليا.

## روابط خارجية
- تيزيانا لوداتو على موقع IMDb (الإنجليزية)
- تيزيانا لوداتو على موقع ألو سيني (الفرنسية)
- تيزيانا لوداتو على موقع أول موفي (الإنجليزية)
- تيزيانا لوداتو على موقع قاعدة بيانات الأفلام السويدية (السويدية)
- تيزيانا لوداتو على موقع قاعدة بيانات الفيلم (الإنجليزية)
- تيزيانا لوداتو على موقع كينوبويسك (الروسية)